# Fissistigma glaucescens
Fissistigma glaucescens (Hance) Merr. – gatunek rośliny z rodziny flaszowcowatych (Annonaceae Juss.). Występuje naturalnie na Tajwanie, w Wietnamie oraz południowych Chinach (w prowincjach Fujian, Guangdong i Hajnan oraz w regionie autonomicznym Kuangsi). 

## Morfologia
PokrójZimozielone i zdrewniałe liany dorastające do 6 m wysokości.
LiścieMają kształt od podłużnego do podłużnie eliptycznego. Mierzą 3–20 cm długości oraz 1,5–6 cm szerokości. Od spodu mają zielonoszarawą barwę. Nasada liścia jest od zaokrąglonej do rozwartej. Blaszka liściowa jest o zaokrąglonym wierzchołku. Ogonek liściowy jest nagi i dorasta do 10 mm długości.
KwiatyZebrane w wiechy, rozwijają się na szczytach pędów. Działki kielicha mają trójkątny kształt i dorastają do 2 mm długości. Płatki zewnętrzne mają owalny kształt, są owłosione od wewnątrz i osiągają do 6 mm długości, natomiast wewnętrzne są podłużnie owalne, owłosione i mierzą 2 mm długości. Kwiaty mają 15 owłosionych słupków o elipsoidalnym kształcie.
OwoceZebrane w owoc zbiorowy o kulistym kształcie. Są nagie, osadzone na szypułkach. Osiągają 8 mm średnicy.

## Biologia i ekologia
Rośnie na otwartych przestrzeniach w lasach. Występuje na wysokości do 1000 m n.p.m. Kwitnie od stycznia do września, natomiast owoce pojawiają się od marca do grudnia.